# Barend Bispinck
Barend Bispinck of Barent Bisbing (1622, Dordrecht - na 1658) was een landschapsschilder uit de Nederlandse Gouden Eeuw.

## Biografie
Bispinck werd geboren na 1622 (het jaar dat zijn ouders trouwden) in Dordrecht. Na 1646 vertrok hij naar Utrecht om leerling te worden van Jan Both. Na zijn terugkeer in Dordrecht trouwde hij in december 1654. Zijn vrouw sterft echter bijna een jaar later (november 1655). Bispinck verhuisde hierna naar Den Haag en Hulst (1657). Na dit jaar zijn geen gegevens meer bekend van hem.

## Werken
In het Dordtse archief staat Bispinck geregistreerd als landschapsschilder. Zijn actieve jaren waren in Dordrecht en Utrecht.
- Biografisch Portaal: 53818221
- RKD-Nederlands Instituut voor Kunstgeschiedenis: 134208
- Union List of Artist Names: 500043675
- Virtual International Authority File: 95967324